# Kelemen Zoltán (színművész)
Kelemen Zoltán (Szombathely, 1972. május 9.) magyar színész, a szombathelyi Weöres Sándor Színház alapító tagja..

## Élete
Szülővárosában végezte iskoláit. 1992-ben Budapesten járt színiiskolába, majd a zalaegerszegi Hevesi Sándor Színházban stúdiós. 2001 óta a győri színház társulatának tagja. 2008 óta a Weöres Sándor Színház színésze, emellett 2001 óta a Savaria Történelmi Karnevál egyik legnépszerűbb előadásának, a Rabszolgavásárnak is írója és rendezője.
2005-ben saját novelláskötete is megjelent Korkórkörtérkép címmel.

## Fontosabb szerepei
- Milne: Micimackó (Tigris)
- Kesey – Wassermann: Kakukkfészek (Ellis)
- Schiller: Haramiák (Schufterle)
- Jacobs – Casey: Grease (Sonny)
- Schwajda – Fazekas: Ludas Matyi Díszletliba)
- Mrožek: Mulatság (B)
- Stein – Bock – Harnick: Hegedűs a háztetőn (Mendel, Náhum)
- Böll – Bereményi: Katharina Blum elveszett tisztessége (Zaklató lakó)
- Illyés – Litvai: Szélkötő Kalamona (Szél)
- Dobozy: Tizedes meg a többiek (Nyilas)
- Nagy: Tisztújítás (Darabos)
- Rákoss – Bornai: Mumus (Dani)
- Molière: Mizantróp (Philinte)
- Heltai: A néma levente (Tiribi)
- Hall – King – Masterson: Pipifarm (Riporter)
- B. Paszternák – Morcsányi: Doktor Zsivágó (Ginc)
- Molnár: Ibolya (János, a szolga)
- Gádor – Böhm – Korcsmáros: Otelló Gyulaházán (Hrancsák)
- Katajev: Bolond vasárnap (Portás)
- Kszell: La Fontaine, avagy a csodák éjszakája (George)
- Egressy: Portugál (Sátán)
- Tasnádi – Fenyő: Made In Hungária (Rendőr)
- Pate - Dömötör: Hazug (Liebhaber doktor)
- Egressy - Dömötör: 9700 (Kőszegi elvtárs, Timót, Prutz Anna, Sámán, római polgár)
- Blasband - Dömötör - Barták Balázs: Szerelmes Balázs (Analitikus)
- Cabaret a' la Carte (Vendég)
- Vajda - Fábry - Valló: Anconai szerelmesek (Giovanni)
- Molnár: Liliom (Orvos)
- Revűzió (Szécsi Pál, Szörényi Levente)
- Háy János: A Herner Ferike faterja (Papi Jóska)
- Burnett-Jeles: A kis lord (Ben Timpton)
- Madách: Az ember tragédiája (Thersites, bizánci polgár, prágai nemes, Robespierre)
- Miller: Az ügynök halála (Howard Wagner)
- Gaál-Várady-Darvas-Bognár: A peleskei nótárius (Direktor, Rendező, Bandi, Savi, Keserű, Boszorkány, Szobalány, Paraszt)
- Zalán-Huzella: Hetvenhét (Kamarás)
- Rose: Tizenkét dühös ember (I. esküdt)
- Shakespeare-Mohácsi: Szentivánéji álom (Hornung Gáspár, parkolóőr, egykori asztalos)
- Móricz: Rokonok (Martiny doktor)
- Molière: A nők iskolája (Enrique, Chrysalde sógora)
- Bohumil Hrabal-Ivo Krobot: Szigorúan ellenőrzött vonatok (Slusny, forgalmi főnök)
- Dale Wasserman: La Mancha lovagja (kormányzó/fogadós)

## Film és sorozatszerepei
- Legyetek szeretettel (2023)

## Saját írásai
- Korkórkörtérkép. Kétperces mesék felnőtteknek (novellák – Hungarovox, Bp., 2005, ISBN 963-750-405-2)
- R faktor – rabszolga születik (bemutató: Szombathely, Savaria Karnevál, 2011. augusztus 26-27-28.; rendezte: Kelemen Zoltán)
- Vidám vásárnap (bemutató: Szombathely, Savaria Karnevál, 2010. augusztus 20-21-22.; rendezte: Kelemen Zoltán)
- Rabszolgaválság (bemutató: Szombathely, Savaria Karnevál, 2009. augusztus 21-22-23.; rendezte: Kelemen Zoltán)
- Márczius (bemutató: 2009. március 15. Szombathely belvárosa)
- Rabszolga +a vásár („marcetinguspárbaj” – bemutatva: Szombathely, Savaria Karnevál, 2007. augusztus 24-25-26.; rendezte: Kelemen Zoltán)
- A Géczy per (dráma egy felvonásban – bemutatva: Győr, Zichy palota, 2007. szeptember 28.; rendezte: Máté Richárd)
- Dalszövegek Molnár Ferenc Liliom című színművéhez (bemutatva: Zalaegerszegi Hevesi Sándor Színház „Csarnok” 1997; rendezte: Paolo Magelli)

## Rendezései
- Toepler Zoltán: A látszat dzsal
- Egressy Zoltán: Sóska, sültkrumpli
- Garaczi László: Fesd feketére
- Háy János: A Herner Ferike faterja
- Színészként: Brecht: Állítsátok meg Arthuro Uit! (Ui)

## Kitüntetés
- Pro Humanitate díj (1999)
- Weöres Sándor-díj (2023)[2]